# 尖峰粗叶木
尖峰粗叶木（学名：Lasianthus longisepalus var. jianfengensis）为茜草科粗叶木属下的一个变种。

## 扩展阅读
- 維基物種上的相關：尖峰粗叶木